# Moskorze
Moskorze, dawne nazwy Lenz, Ilsenhof (do 1945) – mała kolonia w Polsce położona w województwie zachodniopomorskim, w powiecie stargardzkim, w środkowo-zachodniej części gminy Stara Dąbrowa, 3 km na zachód od Starej Dąbrowy (siedziby gminy) i 10,5 km na północny wschód od Stargardu (siedziby powiatu), przy lokalnej drodze z Łęczycy do Kicka.
Pierwsza wzmianka o miejscowości pochodzi z końca XIX w.; pierwotnie była własnością chłopską. W latach 1975–1998 miejscowość położona była w województwie szczecińskim. Leży na obszarze bezleśnym, wykorzystywanym rolniczo, lekko pofałdowanym (wys. ca 51–57 m n.p.m.).